# Anobium costatum
Anobium costatum là một loài bọ cánh cứng thuộc chi Anobium trong họ Ptinidae.